# تمساح (فیلم ۲۰۰۷)
تمساح (به انگلیسی: Rogue) یا سرکش فیلمی محصول سال ۲۰۰۷ و به کارگردانی جرج مکلین است. در این فیلم بازیگرانی همچون رادا میشل، میشل وارتان، سم ورثینگتون، جان جارت، میا واشیکوفسکا، روبرت تیلور، بری اتو و سلیا ایرلند ایفای نقش کرده‌اند. این فیلم بر اساس اتفاقات واقعی ساخته شده